# بیل برانت
بیل برنت (به انگلیسی: Bill Brandt) عکاس و فتوژورنالیست اهل انگلستان بود. او به خاطر عکس‌های برهنه اش از ستاره‌های مشهور و همچنین چشم‌اندازهایش شهرت دارد.
بیل برنت را عموماً به عنوان یکی از برترین عکاسان بریتانیایی سده بیستم می‌شناسند.

## زندگی و کار

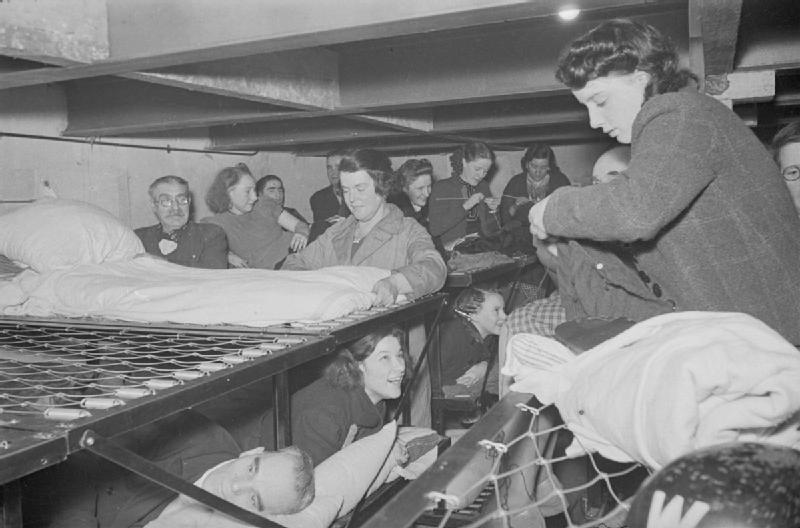
عکسی از پناهگاه حمله هوایی شمال لندن که توسط برانت در سال ۱۹۴۰ گرفته شده است

برانت در ۱۹۰۵ در آلمان زاده شد ولی بعد تابعیت بریتانیایی را برای خود برگزید. بخشی از دوره جوانی خود را در آلمان و سوئیس سپری کرد و در حدود بیست سالگی، به عکاسی علاقه‌مند شد. گرایش زیادی به مکتب نوین عکاسی فرانسه، که در همان اوان مورد قبول نهضت سورئالیسم قرار گرفته بود، پیدا کرد و از این رو به پاریس رفت تا در این شهر اقامت گزیند. در پاریس، مدت کوتاهی در حدود ۱۹۲۹ به کارآموزی در عکاسخانهٔ من ری پرداخت. در این دوره عکاسانی چون آتژه، من ری، براسایی، و بعدها کارتیه برسون و ادوارد وستون مورد ستایش او بودند.
وی در ۱۹۸۳ درگذشت.

## به رسمیت شناختن

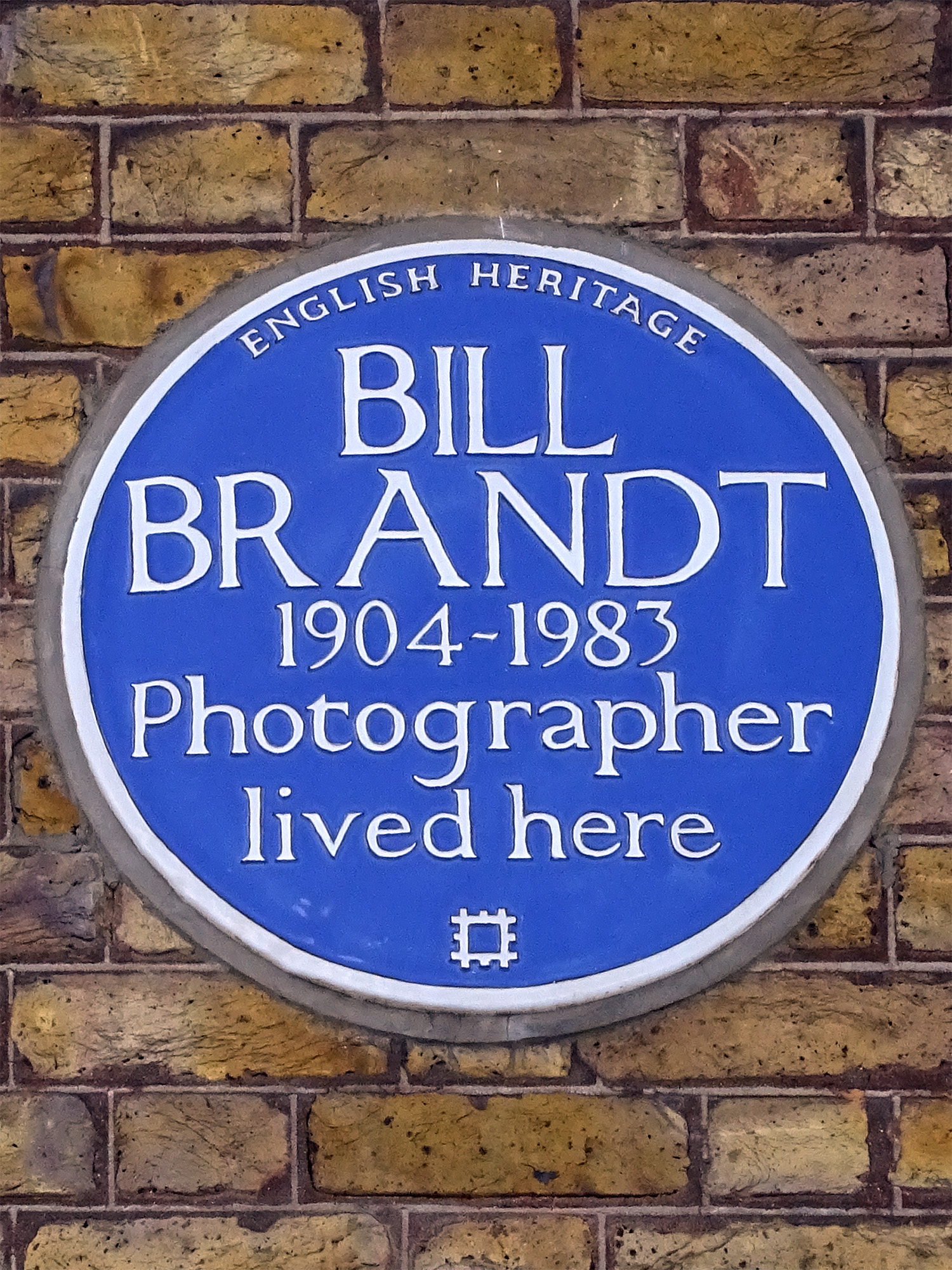
پلاک آبی در ایرلای گاردنز

در سال ۲۰۱۰، یک پلاک آبی میراث انگلیسی برای برانت در لندن در ایرلای گاردنز وست ۸۴ کنسینگتون نصب شد.

## آثار
- کتاب شبی در لندن
- کتاب انگلیسی‌ها در خانهٔ خود